# Whiskey Tango Foxtrot
Whiskey Tango Foxtrot (bra: Uma Repórter em Apuros) é um filme estadunidense de 2016, dos gêneros drama de guerra e comédia dramática, dirigido por Glenn Ficarra e John Requa.

## Sinopse
Após trabalhar no Afeganistão e no Paquistão, uma jornalista (Tina Fey) conta as suas memórias da guerra. Baseado no livro The Taliban Shuffle: Strange Days in Afghanistan and Pakistan, em que Kim Baker comenta suas experiências em campo.

## Elenco
- Tina Fey como Kim Baker
- Margot Robbie como Tanya Vanderpoel
- Martin Freeman como Iain MacKelpie
- Christopher Abbott como Fahim Ahmadzai
- Billy Bob Thornton como General Hollanek, US Marine Corps
- Alfred Molina como Ali Massoud Sadiq
- Sheila Vand como Shakira El-Khoury
- Nicholas Braun como Tall Brian
- Steve Peacocke como Nic
- Evan Jonigkeit como Coughlin
- Scott Takeda como Ed Faber
- Josh Charles como Chris
- Cherry Jones como Geri Taub
- Sterling K. Brown como Sargento Hurd
- Thomas Kretschmann como um passageiro de avião